# Limopsis brazieri
Limopsis brazieri is een tweekleppigensoort uit de familie van de Limopsidae. De wetenschappelijke naam van de soort is voor het eerst geldig gepubliceerd in 1871 door Angas.